# Rezolucija Vijeća sigurnosti UN-a 1031
Rezolucijom Vijeća sigurnosti UN-a 1031, jednoglasno usvojenom 15. prosinca 1995., nakon podsjećanja na sve prethodne rezolucije o sukobima u bivšoj Jugoslaviji, Vijeće je, djelujući prema Poglavlju VII Povelje Ujedinjenih naroda, raspravljalo o prijenosu ovlasti sa Zaštite Ujedinjenih naroda snaga (UNPROFOR) u multinacionalne provedbene snage (IFOR).
Vijeće sigurnosti i dalje je željelo dogovorno rješenje sukoba u bivšoj Jugoslaviji. Dana 14. prosinca 1995. potpisan je Opći okvirni sporazum, mirovni sporazum za Bosnu i Hercegovinu, Hrvatsku i Saveznu Republiku Jugoslaviju (Srbiju i Crnu Goru). Pozdravljena je odluka o osnivanju Vijeća za provedbu mira zajedno s njegovim upravnim odborom na konferenciji u Londonu.
Vijeće je trebalo pratiti provedbu Mirovnog sporazuma. Pozdravljen je napredak postignut u priznavanju država nasljednica bivše Jugoslavije. Te su zemlje također morale poštivati međunarodno humanitarno pravo i surađivati s Međunarodnim kaznenim sudom za bivšu Jugoslaviju (ICTY) u skladu s Rezolucijom 827 (1993.). Pozdravljena je odluka Organizacije za europsku sigurnost i suradnju (OESS) da donese program izbora u Bosni i Hercegovini. Vijeće je također toplo primilo zalaganje stranaka za zaštitu ljudskih prava i prava svih izbjeglica i raseljenih osoba na povratak kućama. Nadalje, naglašeno je stvaranje uvjeta za obnovu i razvoj Bosne i Hercegovine te pružanje međunarodne pomoći. Postojao je i dogovor između svih strana u pogledu mjera kontrole naoružanja i stabilnosti.
U rezoluciji se tada raspravljalo o IFOR-u. Države članice bile su spremne dati doprinos multinacionalnim snagama kako bi se mirovni sporazum proveo otprilike godinu dana, na što je Vijeće sigurnosti pristalo. Ovlaštena je za kontrolu zračnog prostora Bosne i Hercegovine i pravo napada radi obrane. Prijenosom ovlasti s UNPROFOR-a na IFOR, ovlast poduzimanja mjera nametnutih rezolucijama 770 (1992.), 781 (1992.), 816 (1993.), 836 (1993.), 844 (1993.) i 958 (1994.) bila bi prekinuta., zajedno s odredbama Rezolucije 824 (1993.) o sigurnim područjima također bi završile.
Od zemalja sudionica IFOR-a zatraženo je da podnose izvješća svaki mjesec. Vijeće je podržalo uspostavu mjesta visokog predstavnika za Bosnu i Hercegovinu Daytonskim sporazumom (dakle ga je imenovalo Vijeće za provedbu mira) i složilo se s imenovanjem Carla Bildta na položaj nadgledanja provedbe mirovnog sporazuma. Mandat UNPROFOR-a bi prestao čim bi se izvršio prijenos ovlasti na IFOR, što se dogodilo 20. prosinca 1995.; odobreni su aranžmani glavnog tajnika Butrosa Butrosa-Galija za povlačenje UNPROFOR-a i od njega je također zatraženo da izvijesti kada to povlačenje bude završeno.
Rezolucija 1013 zaključena je time da je Vijeće sigurnosti prepoznalo jedinstvenu, izvanrednu i složenu prirodu situacije u Bosni i Hercegovini, što je potaknulo izvanredan odgovor.

## Vanjske poveznice
| Wikizvor | Engleski Wikizvor ima izvorni tekst na temu: United Nations Security Council Resolution 1031 |

- Text of the Resolution at undocs.org